# Hadrurochactas odoardoi
Espèce
Hadrurochactas odoardoi est une espèce de scorpions de la famille des Chactidae.

## Distribution
Cette espèce est endémique de l'État de Bolívar au Venezuela. Elle se rencontre à Cedeño à 1 430 m d'altitude sur le Sarisariñama

## Étymologie
Cette espèce est nommée en l'honneur de Odoardo Ravelo.

## Publication originale
- González-Sponga, 1985 : Tres nuevas especies de arácnidos de Venezuela (Scorpionida. Chactidae, Buthidae). Memoria de la Sociedad de Ciencias Naturales La Salle, vol. 45, no 123, p. 25-45.